# Aukra
Aukra é uma comuna da Noruega, com 58,5 km² de área e 3.055 habitantes (censo de 2004).